# Arne Lindroth
Anders Arne Lindroth, född 17 november 1910 i Lunds stadsförsamling, död 13 maj 1985 i Västerleds församling, Stockholm, var en svensk zoolog. Han var son till Hjalmar Lindroth samt bror till Sten Lindroth och Carl H. Lindroth. Han är far till Jan Lindroth.
Lindroth avlade filosofisk ämbetsexamen i Uppsala 1932 och filosofie licentiatexamen 1934. Han disputerade 1938 vid Uppsala universitet och promoverades samma år till filosofie doktor. Lindroth blev fiskeriassistent 1938, laborator vid fisketillsynsmyndigheten 1943, fiskeribiolog vid Bergeforsens kraftaktiebolag 1951, vid Statens vattenfallsverk 1959 och professor i ekologisk zoologi vid Umeå universitet 1966. Han valdes 1965 in som ledamot av Lantbruksakademien och 1974 som ledamot av Vetenskapsakademien.
Arne Lindroth är begraven på Solna kyrkogård.